# Edmond Missa

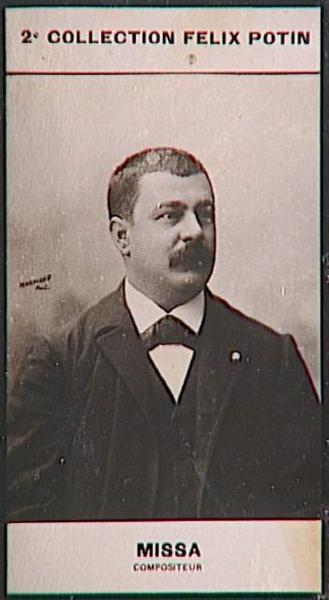
Edmond Missa

Edmond Jean Louis Missa (* 12. Juni 1861 in Reims; † 29. Januar 1910 in Paris) war ein französischer Komponist.

## Leben
Missa hatte ersten Unterricht bei seiner Mutter, der Sängerin Marie-Louise Duval, die später Professorin für Gesang am Pariser Konservatorium wurde. Sein Cousin, der Abbé Louis Duval war Organist an der großen Orgel der Kathedrale von Reims, sein Onkel, der Musikprofessor Ernest Duval Organist an der Kirche Saint-Jacques. Im Alter von zehn Jahren wurde Missa als Nachfolger von Henri Dallier Organist an der Chororgel der Kathedrale von Reims.
In Paris besuchte Missa die Schule von Louis Niedermeyer, wo Clément Loret Orgel, Eugène Gigout, Harmonielehre, Kontrapunkt und Klavier und Gustave Lefèvre Komposition unterrichtete. Er wechselte dann zum Conservatoire de Paris, wo er bei Antoine François Marmontel Klavier, bei Jules Duprato Harmonielehre und bei Jules Massenet Komposition studierte. Zugleich wurde er 1878 Organist an der Kirche St-Louis-en-l’Île. Er hatte später Organistenstellen an den Kirchen St-Roch, St-Honoré-d’Eylau, St-Thomas-d’Aquin und von 1885 bis zu seinem Tode an Notre-Dame-des-Blancs-Manteaux.
Ab 1880 trat Missa fünfmal zum Wettbewerb um den Prix de Rome an, gewann jedoch lediglich 1881 mit der Kantate Geneviève de Paris eine ehrende Erwähnung. 1886 erhielt er aber für die Oper Juge et partie, die mehrfach an der Opéra-Comique aufgeführt wurde, den Prix Cressent.
Missa, der seit seinem sechzehnten Lebensjahr komponierte, veröffentlichte zahlreiche Klavier- und Orgelwerke, darunter auch leichte Stücke für Kinder, Lieder, Chorwerke und Orchesterstücke sowie etwa dreißig Opern und mehrere Ballette.

## Werke

### Opern
- Juge et partie, UA 1886
- Le Chevalier timide, komische Oper, UA 1887
- Belle Sophie, Buffo-Oper, UA 1888
- Lydia ou les fiancés de Novgorod, UA 1888
- La Belle Sophie, UA 1888
- Doctoresse, UA 1890
- La Princesse Mangara, UA 1891
- Mini-Fauvette, UA 1892
- Le mariage galant, Operette, UA 1892
- L'Hôte, UA 1893
- Dinah, UA 1894
- Le dernier des Marigny, UA 1896
- Les Trois Bossus, UA 1896
- La Demoiselle aux Camélias, Operette, UA 1899
- Babette, UA 1900
- Maguelone, UA 1903
- Lucas et Lucette, UA 1905
- La Chouanne, UA 1907
- Cyprienne, UA 1910
- La D’moiselle du Tabarin, UA 1910
- Hermann et Dorothée, UA 1911
- Niou
- Les Bohémiens

### Ballette
- Vision
- Les Grandes Courtisanes
- Les Deux baisers
- Lydia
- La Peur

### Orchesterstücke
- Les Bains de la mer, 1897
- Scènes Hindoues, 1904
- Ballet des Quatre saisons
- Valses alsaciennes
- Aquarelles musicales